# Serial interaktywny
Serial interaktywny – serial, który jest podzielony na moduły. Widzowie poprzez wybranie jednej z dostępnych opcji (kliknięcie myszką, dotknięcie palcem ekranu telefonu) określają w jaki sposób potoczy się dalsza fabuła lub decydują o kolejności odtwarzanych modułów, co może wpłynąć na zakończenie serialu.

## Mosaic
Jest to miniserial kryminalny w reżyserii Stevena Soderbergha, którego emisja rozpoczęła się w 2018 roku na HBO. Widz ma możliwość wyboru kolejności odkrywania tajemnic zagadki kryminalnej. Decyzje nie mają wpływu na fabułę, ale umożliwiają swobodne poruszanie się po osi fabularnej, wybierając perspektywę postaci, z której chcemy oglądać wydarzenia. Aby obejrzeć Mosaic i mieć dostęp do wszystkich elementów, takich jak wiadomości głosowe, raporty policyjne i maile, należy znajdować się na terenie Stanów Zjednoczonych lub innych jego terytoriów i pobrać odpowiednią aplikację.

## Netflix
Na platformie znajdują się seriale interaktywne dla dzieci takie jak Kot w butach: Uwięziony w baśni oraz Buddy Błyskawica. W niektórych momentach widzowie wybierają sposób, w jaki potoczy się dalsza historia. Netflix planuje produkcję serialów interaktywnych nie tylko dla dzieci, ale także dla dorosłych. Jedną z takich produkcji jest odcinek specjalny serialu Czarne lustro: Bandersnatch, który miał swoją premierę w grudniu 2018 roku.